# 대성여자고등학교
대성여자고등학교(大成女子高等學校)는 대한민국 광주광역시 남구 진월동에 위치한 사립 고등학교이다.

## 학교 연혁
- 1980년 4월 17일 : 대성여자고등학교 설립승인
- 1980년 5월 15일 : 학교법인 우산학원 설립인가
- 1980년 5월 15일 : 초대 이사장 우산 최기영 선생 취임
- 1981년 1월 27일 : 대성여자고등학교 설립인가(30학급)
- 1981년 3월 1일 : 초대 교장 최민규 선생 취임
- 1986년 9월 22일 : 학교 증설 인가 (완성 학급 36학급)
- 2004년 9월 4일 : 제2대 청우 최동운 이사장 취임
- 2017년 2월 9일 : 제34회 졸업식 거행(졸업생 총수 16,929명)
- 2023년 3월 1일 : 제11대 교장 이상준 선생 취임

## 참고 자료
- 대성여자고등학교 - 한국교육학술정보원 학교알리미